# Броницькогутянська сільська рада
Броницькогутянська сільська рада (до 1997 року — Броницькогутянська селищна рада) — колишня адміністративно-територіальна одиниця та орган місцевого самоврядування у Городницькому, Ємільчинському та Новоград-Волинському районах Житомирської області УРСР та України з адміністративним центром у с. Броницька Гута.

## Населені пункти
Сільській раді підпорядковувались населені пункти:
- с. Броницька Гута

## Населення
Відповідно до результатів перепису населення 1989 року, кількість населення ради, станом на 1 грудня 1989 року, складала 1 097 осіб.
Станом на 5 грудня 2001 року, відповідно до перепису населення України, кількість мешканців сільської ради складала 1 034 особи.

## Склад ради
Рада складалась з 16 депутатів та голови.

## Керівний склад сільської ради
| ПІБ                          | Основні відомості                                                 | Дата обрання | Дата звільнення |
| ---------------------------- | ----------------------------------------------------------------- | ------------ | --------------- |
| Григорчук Леонід Адамович    | Сільський голова, 1951 року народження, освіта, безпартійний      | 26.03.2006   | 31.10.2010      |
| Примак Валерій Олександрович | Сільський голова, 1957 року народження, освіта вища, безпартійний | 31.10.2010   |                 |

Примітка: таблиця складена за даними джерела

## Історія
Утворена 10 грудня 1938 року в смт Броницька Гута Броницької сільської ради Городницького району Житомирської області як селищна рада. В період між 1941—44-м роками не існувала.
Відповідно до інформації довідника «Українська РСР. Адміністративно-територіальний поділ», станом на 1 вересня 1946 року селищна рада входила до складу Городницького району Житомирської області, на обліку в раді перебувало смт Броницька Гута.
11 серпня 1954 року до складу ради було включено села Брониця, Прихід та Кленова ліквідованих Броницької та Кленівської сільських рад Городницького району. Станом на 15 листопада 1954 року на обліку в раді числились х. Приход Другий та сел. Броницька Торфорозробка, котрі після 1954 року не перебувають на обліку населених пунктів. 30 вересня 1958 року, відповідно до рішення Житомирського облвиконкому № 954 «Про передачу села Приход Броницько-Гутянської селищної ради до складу Червоновольської сільської ради Ємільчинського району», с. Приход (Прихід) передане до складу Червоновольської сільської ради Ємільчинського району. 11 січня 1960 року села Брониця та Кленова були передані до складу Дубницької сільської ради Ємільчинського району.
Станом на 1 січня 1972 року селищна рада входила до складу Новоград-Волинського району Житомирської області, на обліку в раді перебувало смт Броницька Гута.
17 квітня 1997 року, відповідно до рішення Житомирської обласної ради, в зв'язку з віднесенням адміністративного центру ради до категорії сіл, реорганізована до рівня сільської ради.
Ліквідована 30 серпня 2018 року через приєднання до складу Городницької селищної територіальної громади Новоград-Волинського району Житомирської області.
Входила до складу Городницького (10.12.1938 р.), Ємільчинського (28.11.1957 р.) та Новоград-Волинського (23.05.1960 р.) районів.